# فرد تیلور (دوچرخه‌سوار)
فرد تیلور (انگلیسی: Fred Taylor; ۸ مارس ۱۸۹۰ – ژانویه ۱۹۶۸) دوچرخه‌سوار اهل ایالات متحده آمریکا بود. وی در بازی‌های المپیک تابستانی ۱۹۲۰ شرکت کرده است.